# Leptodactylus caatingae
Leptodactylus caatingae är en groddjursart som beskrevs av Heyer och Flora A. Juncá 2003. Leptodactylus caatingae ingår i släktet Leptodactylus och familjen tandpaddor. IUCN kategoriserar arten globalt som livskraftig. Inga underarter finns listade i Catalogue of Life.